# 玛纳斯河灌区
玛纳斯河灌区是中国新疆维吾尔自治区石河子市的一个灌区，其水源为玛纳斯河。灌区设计面积253万亩，实际面积为200万亩，进水闸设计流量为105立方米每秒。